# فلوريد ألومنيوم البوتاسيوم
فلوريد الألمونيوم البوتاسيوم (KAlF4) (بالإنجليزية: Potassium aluminium fluoride )‏ هو عبارة عن مركب غير عضوي .
يستخدم هذا المركب كمادة متدفقة في انصهار الألومنيوم الثانوي ، للتقليل أو لإزالة محتوى المغنسيوم لهذا المصهور . وتتمثل المشكلة البيئية الرئيسية التي تنشأ من استخدام فلوريد الألمونيوم البوتاسيوم (PAF) في إنتاج غازات الفلوريد  . ويستخدم هيدروكسيد الكالسيوم على نطاق واسع لوقف الفلوريدات المنتجة ولكن في معظم الحالات يفشل في إزالتها بشكل كافي .
ويتواجد هذا المركب أيضا في مجموعة واسعة من المنتجات لصناعة المعادن كعامل تدفق مع مواد مضافة للمساعدة في تشتتها ضمن نطاق الشحنة .
كما أنه يستخدم أيضاً كمبيد حشري .